# Дубаев, Изнаур
Изнаур Дубаев — участник Русско-японской и Первой мировой войн, всадник Чеченского конного полка «Дикой дивизии», полный Георгиевский кавалер.

## Биография
За участие в боях русско-японской войны Дубаев имел Георгиевский крест IV степени.
4 июля 1915 года Дубаев при взятии неприятельского укрепления личным примером увлёк бойцов в атаку. За этот подвиг он был удостоен Георгиевского креста II степени.
5 августа 1915 года великий князь Георгий Михайлович наградил 18 особо отличившихся всадников Чеченского полка Георгиевскими крестами. Среди награждённых был и Изнаур Дубаев, получивший Георгиевский крест I степени.
25 августа Дубаеву был присвоен чин подпрапорщика.
К 18 ноября 1915 года старший урядник Изнаур Дубаев уже был полным Георгиевским кавалером.
8 июня 1917 года за успешную охрану общественной безопасности и защиту населения от произвола бандитов Дубаев был произведён в прапорщики милиции.

## Память
На одном из камней Мемориала памяти погибших в борьбе с терроризмом в Грозном высечено имя Изнаура Дубаева.